# Katherine Balch
Katherine Elise Balch (nacida en 1991) es una compositora estadounidense. Es becaria Guggenheim 2025 y ganadora del premio musical de la Royal Philharmonic Society 2025.

## Primeros años de vida
Balch nació y creció en San Diego. Obtuvo su licenciatura en la Universidad Tufts y el Conservatorio de Música de Nueva Inglaterra y su maestría en la Escuela de Música de Yale. En 2022, obtuvo su doctorado en artes musicales de la Universidad de Columbia; su tesis doctoral Liminal Spaces: Sonic Ecologies within and around the Music of Erin Gee fue supervisada por George E. Lewis.

## Carrera musical
Fue becaria Collage New Music del año 2014-2015, y ganó el premio ASCAP Morton Gould Young Composer. Fue compositora residente estadounidense joven de la Sinfónica de California de 2017 a 2020 (la primera mujer en ocupar el puesto), así como presidenta de la Cátedra de Composición William B. Butz de Jóvenes Artistas de Concierto de 2017 a 2019.
En 2017, Balch ya había trabajado como compositora con conjuntos de música clásica, entre ellos la Orquesta Sinfónica de Albany, el Cuarteto FLUX y el Conjunto Contemporáneo Internacional. En mayo de 2019, estrenó su concierto Artifacts en el Lesher Center for the Arts en Walnut Creek (California); el crítico musical del San Francisco Chronicle, Joshua Kosman, dijo sobre el concierto que «es como una especie de Thomas Edison musical: puedes escucharla experimentando en su taller, combinando nuevos sonidos e ideas texturales».
Balch ganó el Premio Elliott Carter de Roma 2020 de la Academia Americana en Roma. Compuso «Apartment Sounds» para el álbum de 2023 de Yvonne Lam, Watch Over Us; American Record Guide llamó a Balch «una bienvenida proveedora de variedad tímbrica en Apartment Sounds», ya que los materiales grabados incluidos en esta corta pieza son relativamente refrescantes.
Su pieza Forgetting se interpretó en la producción Superbloom de la Song Company en marzo de 2024 en la Ópera de Sídney. Peter McCallum, de WAtoday, comentó que «comenzó con enunciados y sonidos detenidos en un estado de inarticulación y vacilación casi silenciosos». Manfred Honeck dirigió su pieza Musica Pyralis en la Filarmónica de Nueva York en abril de 2024; una reseña de The New York Times la calificó como «un estudio de atmósferas cambiantes, tenues, misteriosas y fugaces». La pieza encargada a Balch para el Manchester Collective implicó el uso de texto del ensayo de Virginia Woolf Una habitación propia, y una reseña en The Guardian afirmó que Balch «encontró una conexión entre Rothko y Feldman y su propia música en Virginia Woolf».
En 2025, Balch ganó el Premio de Música de la Royal Philharmonic Society en Composición a Gran Escala por su obra whisper concerto. Ese mismo año recibió una beca Guggenheim en composición musical.
Balch trabajó como profesora adjunta en la Escuela de Música Jacobs de la Universidad de Indiana durante el año académico 2021-2022. En 2022, enseñó composición como parte del cuerpo docente del Instituto Peabody de la Universidad Johns Hopkins. Ella luego regresó a la Escuela de Música de Yale como profesora asistente de composición. Anteriormente trabajó en la Escuela de Música Mannes y en la Escuela Walden.

## Vida personal
Balch vive en Bethany (Connecticut).